# Grease: The original soundtrack from the motion picture
Grease: The original soundtrack from the motion picture is de soundtrack behorende bij de film Grease.
Als artiesten op het album worden Olivia Newton-John en John Travolta vermeld, terwijl die op het merendeel van de nummers niet eens te horen zijn. Zelfs het titelnummer werd door hen niet gezongen, want daarvoor werd Frankie Valli aangetrokken. De meeste andere nummers werden ingezongen door Sha-Na-Na.
Het album verkocht desondanks in de gehele westerse wereld goed en werd daarbij geholpen door vier succesvolle singles: You're the one that I want, Grease, Summer nights en Hopelessly Devoted To You. RSO Records was gelieerd aan Polydor.

## Musici
De musici werden bijeengeschraapt uit studiomusici, de bekendste (al hoewel later pas) waren David Hungate, en Steve Lukather, ze speelden basgitaar op verschillende tracks, maar maakten later deel uit van Toto, waarvan Lukather de gitarist werd. Ook Mike Porcaro (toekomstige Totoman) speelde muziek in. Daarnaast werden musici ingeschakeld, die speelden bij Elton John, Steely Dan en The Bee Gees, niet zo verwonderlijk met Barry Gibb (BG) als producent.

### Namen
- Drums: Olle Brown, Carlos Vega, Cubby O'Brien Ron Ziegler
- Basgitaar: Mike Porcaro, William David Hungate, Max Bennett, David Allen Ryan, Wm. J. Bodine, Dean Cortez, Harold Cowart
- Gitaar: John Farrar, Tim May (Born to hand jive), Jay Graydon, Lee Ritenour, Dan Sawyer, Bob Rose, Dennis Budimir, Thomas Tedesso, Cliff Morris, Joey Murcia, Peter Frampton (Grease)
- Toetsinstrumenten: Louis St. Louis, Greg Mathieson, Mike Land, Lincoln Majorca, Thomas Garvin, Bhen Lanzarone, George Bitzer
- Saxofoon: Ray Pizzi (We go together & Greased lightnin´), Ernie Watts (There are worse things I could do en Alone at a drive-in movie), Jerome Richardson, John Kelson, Jr.
- Trompet: Albert Aarons, Robert Bryant
- Trombone: Lloyd Ulgate
- Percussie: Eddie "Bong" Brown, Larry Bunker, Victor Feldman, Antoine Dearborn
- Harp: Dorothy Remsen, Gayle Levant
- Concertmeester: James Getzoff
- Contractor: Carl Fortina
- Achtergrondzang: Curt Becher, Paulette K. Brown, Beau Charles, Carol Chase, Kerry Chater, Loren Farber, John Farrar, Venetta Fields, Gerald Garrett, Jim Gilstrap, Mitch Gordon, Jim Haas, Petty Henderson, Ron Kicklin, Diana Lee, John Lehman, Maxayn Lewis, Melissa MacKay, Myrna Matthews, Marti McCall, Gene Merlino, Gene Morford, Lisa Roberts, Sally Stevens, Zedrick Turnbough, Jackie Ward, M. Ann White, Jerry Whitman

## Muziek
Het originele album kwam als dubbelelpee, het geheel kon echter ruimschoots op een enkele compact disc.

| Nr. | Titel                                      | Zang                                | Duur |
| --- | ------------------------------------------ | ----------------------------------- | ---- |
| 1.  | Grease (Barry Gibb)                        | Frankie Valli                       | 3:24 |
| 2.  | Summer nights (Jim Jacobs en Warren Casey) | John Travolta / Olivia Newton-John  | 3:35 |
| 3.  | Hopelessly Devoted To You (John Farrar)    | Olivia Newton-John                  | 3:04 |
| 4.  | You're the one that I want (John Farrar)   | John Travolta en Olivia Newton-John | 2:48 |
| 5.  | Sandy (Louis St. Louis en Scott Simon)     | John Travolta                       | 2:31 |

| Nr. | Titel                                                   | Zang                                                         | Duur |
| --- | ------------------------------------------------------- | ------------------------------------------------------------ | ---- |
| 6.  | Beauty school dropout (Jim Jacobs en Warren Casey)      | Frankie Avalon                                               | 3:59 |
| 7.  | Look at me, I'm Sandra Dee (Jim Jacobs en Warren Casey) | Stockard Channing, Didi Conn, Dinah Manoff en Jamie Donnelly | 1:40 |
| 8.  | Greased lightnin' (Jim Jacobs en Warren Casey)          | John Travolta                                                | 3:13 |
| 9.  | It's raining on prom night (Jim Jacobs en Warren Casey) | Cindy Bullens                                                | 2:51 |
| 10. | Alone at the drive-in move (Jim Jacobs en Warren Casey) | instrumentaal                                                | 2:24 |
| 11. | Blue Moon (Richard Rodgers en Lorenz Hart)              | Sha-Na-Na                                                    | 8:43 |

| Nr. | Titel                                               | Zang                             | Duur |
| --- | --------------------------------------------------- | -------------------------------- | ---- |
| 12. | Rock n' roll is here to stay (David White)          | Sha-Na-Na                        | 2:03 |
| 13. | Those magic changes (Jim Jacobs en Warren Casey)    | Sha-Na-Na                        | 2:18 |
| 14. | Hound dog (Jerry Leiber en Mike Stoller)            | Sha-Na-Na                        | 1:24 |
| 15. | Born to hand jive (Jim Jacobs en Warren Casey)      | Sha-Na-Na                        | 4:37 |
| 16. | Tears on my pillow (Sylvester Bradford en Al Lewis) | Sha-Na-Na                        | 2:02 |
| 17. | Mooning (Jim Jacobs en Warren Casey)                | Louis St. Louis en Cindy Bullens | 4:37 |

| Nr. | Titel                                                                | Zang                               | Duur |
| --- | -------------------------------------------------------------------- | ---------------------------------- | ---- |
| 18. | Freddy, my love (Jim Jacobs en Warren Casey)                         | Cindy Bullens                      | 4:37 |
| 19. | Rock n' roll party queen (Jim Jacobs en Warren Casey)                | Louis St. Louis                    | 2:11 |
| 20. | There are worse things I could do (Jim Jacobs en Warren Casey)       | Stockard Channing                  | 2:22 |
| 21. | Look at me, I'm Sandra Dee (reprise) (Jim Jacobs en Warren Casey)    | Olivia Newton-John                 | 1:28 |
| 22. | We go together (Jim Jacobs en Warren Casey)                          | John Travolta en Oliva Newton-John | 3:00 |
| 23. | Love is a many-splendored thing (Sammy Fain en Paul Francis Webster) | instrumentaal                      | 1:23 |
| 24. | Grease (reprise) (Barry Gibb)                                        | Frankie Valli                      | 4:37 |

In 2008 kwam naar aanleiding van de dertigste verjaardag van het album een deluxe-uitvoering op de markt, waarbij een tweede cd werd toegevoegd met bonusmateriaal.

## Hitlijsten
Het album belandde in de diverse versies, elpee, compact disc, heruitgaven compact disc in de diverse hitparades voor langspeelplaten/albums, vaak ook nog op de nummer 1-positie (Verenigde Staten en Verenigd Koninkrijk). De deluxe-uitvoering had dat succes niet (meer).

## Hitnoteringen

### Nationale Hitparade LP Top 50/LP-MC-CD Top 100/CD/MC Top 100/ NederlandseMega Album Top 100/ NederlandseAlbum Top 100
| Hitnotering (week 1 t/m 42): 24-06-1978 t/m 07-04-1979 Hitnotering (week 43 t/m 66): 02-03-1991 t/m 10-08-1991 Hitnotering (week 67 t/m 72): 08-11-1997 t/m 13-12-1997 Hitnotering (week 73 t/m 76): 07-02-1998 t/m 28-02-1998 Hitnotering (week 77 t/m 95): 20-06-1998 t/m 24-10-1998 Hitnotering (week 96 t/m 100): 21-11-1998 t/m 19-12-1998 Hitnotering (week 101 t/m 105): 21-08-1999 t/m 18-09-1999 Hitnotering (week 106 t/m 110): 30-03-2002 t/m 27-04-2002 Hitnotering (week 111): 20-08-2022 Hitnotering (week 112): 03-09-2022 | Hitnotering (week 1 t/m 42): 24-06-1978 t/m 07-04-1979 Hitnotering (week 43 t/m 66): 02-03-1991 t/m 10-08-1991 Hitnotering (week 67 t/m 72): 08-11-1997 t/m 13-12-1997 Hitnotering (week 73 t/m 76): 07-02-1998 t/m 28-02-1998 Hitnotering (week 77 t/m 95): 20-06-1998 t/m 24-10-1998 Hitnotering (week 96 t/m 100): 21-11-1998 t/m 19-12-1998 Hitnotering (week 101 t/m 105): 21-08-1999 t/m 18-09-1999 Hitnotering (week 106 t/m 110): 30-03-2002 t/m 27-04-2002 Hitnotering (week 111): 20-08-2022 Hitnotering (week 112): 03-09-2022 | Hitnotering (week 1 t/m 42): 24-06-1978 t/m 07-04-1979 Hitnotering (week 43 t/m 66): 02-03-1991 t/m 10-08-1991 Hitnotering (week 67 t/m 72): 08-11-1997 t/m 13-12-1997 Hitnotering (week 73 t/m 76): 07-02-1998 t/m 28-02-1998 Hitnotering (week 77 t/m 95): 20-06-1998 t/m 24-10-1998 Hitnotering (week 96 t/m 100): 21-11-1998 t/m 19-12-1998 Hitnotering (week 101 t/m 105): 21-08-1999 t/m 18-09-1999 Hitnotering (week 106 t/m 110): 30-03-2002 t/m 27-04-2002 Hitnotering (week 111): 20-08-2022 Hitnotering (week 112): 03-09-2022 | Hitnotering (week 1 t/m 42): 24-06-1978 t/m 07-04-1979 Hitnotering (week 43 t/m 66): 02-03-1991 t/m 10-08-1991 Hitnotering (week 67 t/m 72): 08-11-1997 t/m 13-12-1997 Hitnotering (week 73 t/m 76): 07-02-1998 t/m 28-02-1998 Hitnotering (week 77 t/m 95): 20-06-1998 t/m 24-10-1998 Hitnotering (week 96 t/m 100): 21-11-1998 t/m 19-12-1998 Hitnotering (week 101 t/m 105): 21-08-1999 t/m 18-09-1999 Hitnotering (week 106 t/m 110): 30-03-2002 t/m 27-04-2002 Hitnotering (week 111): 20-08-2022 Hitnotering (week 112): 03-09-2022 | Hitnotering (week 1 t/m 42): 24-06-1978 t/m 07-04-1979 Hitnotering (week 43 t/m 66): 02-03-1991 t/m 10-08-1991 Hitnotering (week 67 t/m 72): 08-11-1997 t/m 13-12-1997 Hitnotering (week 73 t/m 76): 07-02-1998 t/m 28-02-1998 Hitnotering (week 77 t/m 95): 20-06-1998 t/m 24-10-1998 Hitnotering (week 96 t/m 100): 21-11-1998 t/m 19-12-1998 Hitnotering (week 101 t/m 105): 21-08-1999 t/m 18-09-1999 Hitnotering (week 106 t/m 110): 30-03-2002 t/m 27-04-2002 Hitnotering (week 111): 20-08-2022 Hitnotering (week 112): 03-09-2022 | Hitnotering (week 1 t/m 42): 24-06-1978 t/m 07-04-1979 Hitnotering (week 43 t/m 66): 02-03-1991 t/m 10-08-1991 Hitnotering (week 67 t/m 72): 08-11-1997 t/m 13-12-1997 Hitnotering (week 73 t/m 76): 07-02-1998 t/m 28-02-1998 Hitnotering (week 77 t/m 95): 20-06-1998 t/m 24-10-1998 Hitnotering (week 96 t/m 100): 21-11-1998 t/m 19-12-1998 Hitnotering (week 101 t/m 105): 21-08-1999 t/m 18-09-1999 Hitnotering (week 106 t/m 110): 30-03-2002 t/m 27-04-2002 Hitnotering (week 111): 20-08-2022 Hitnotering (week 112): 03-09-2022 | Hitnotering (week 1 t/m 42): 24-06-1978 t/m 07-04-1979 Hitnotering (week 43 t/m 66): 02-03-1991 t/m 10-08-1991 Hitnotering (week 67 t/m 72): 08-11-1997 t/m 13-12-1997 Hitnotering (week 73 t/m 76): 07-02-1998 t/m 28-02-1998 Hitnotering (week 77 t/m 95): 20-06-1998 t/m 24-10-1998 Hitnotering (week 96 t/m 100): 21-11-1998 t/m 19-12-1998 Hitnotering (week 101 t/m 105): 21-08-1999 t/m 18-09-1999 Hitnotering (week 106 t/m 110): 30-03-2002 t/m 27-04-2002 Hitnotering (week 111): 20-08-2022 Hitnotering (week 112): 03-09-2022 | Hitnotering (week 1 t/m 42): 24-06-1978 t/m 07-04-1979 Hitnotering (week 43 t/m 66): 02-03-1991 t/m 10-08-1991 Hitnotering (week 67 t/m 72): 08-11-1997 t/m 13-12-1997 Hitnotering (week 73 t/m 76): 07-02-1998 t/m 28-02-1998 Hitnotering (week 77 t/m 95): 20-06-1998 t/m 24-10-1998 Hitnotering (week 96 t/m 100): 21-11-1998 t/m 19-12-1998 Hitnotering (week 101 t/m 105): 21-08-1999 t/m 18-09-1999 Hitnotering (week 106 t/m 110): 30-03-2002 t/m 27-04-2002 Hitnotering (week 111): 20-08-2022 Hitnotering (week 112): 03-09-2022 | Hitnotering (week 1 t/m 42): 24-06-1978 t/m 07-04-1979 Hitnotering (week 43 t/m 66): 02-03-1991 t/m 10-08-1991 Hitnotering (week 67 t/m 72): 08-11-1997 t/m 13-12-1997 Hitnotering (week 73 t/m 76): 07-02-1998 t/m 28-02-1998 Hitnotering (week 77 t/m 95): 20-06-1998 t/m 24-10-1998 Hitnotering (week 96 t/m 100): 21-11-1998 t/m 19-12-1998 Hitnotering (week 101 t/m 105): 21-08-1999 t/m 18-09-1999 Hitnotering (week 106 t/m 110): 30-03-2002 t/m 27-04-2002 Hitnotering (week 111): 20-08-2022 Hitnotering (week 112): 03-09-2022 | Hitnotering (week 1 t/m 42): 24-06-1978 t/m 07-04-1979 Hitnotering (week 43 t/m 66): 02-03-1991 t/m 10-08-1991 Hitnotering (week 67 t/m 72): 08-11-1997 t/m 13-12-1997 Hitnotering (week 73 t/m 76): 07-02-1998 t/m 28-02-1998 Hitnotering (week 77 t/m 95): 20-06-1998 t/m 24-10-1998 Hitnotering (week 96 t/m 100): 21-11-1998 t/m 19-12-1998 Hitnotering (week 101 t/m 105): 21-08-1999 t/m 18-09-1999 Hitnotering (week 106 t/m 110): 30-03-2002 t/m 27-04-2002 Hitnotering (week 111): 20-08-2022 Hitnotering (week 112): 03-09-2022 | Hitnotering (week 1 t/m 42): 24-06-1978 t/m 07-04-1979 Hitnotering (week 43 t/m 66): 02-03-1991 t/m 10-08-1991 Hitnotering (week 67 t/m 72): 08-11-1997 t/m 13-12-1997 Hitnotering (week 73 t/m 76): 07-02-1998 t/m 28-02-1998 Hitnotering (week 77 t/m 95): 20-06-1998 t/m 24-10-1998 Hitnotering (week 96 t/m 100): 21-11-1998 t/m 19-12-1998 Hitnotering (week 101 t/m 105): 21-08-1999 t/m 18-09-1999 Hitnotering (week 106 t/m 110): 30-03-2002 t/m 27-04-2002 Hitnotering (week 111): 20-08-2022 Hitnotering (week 112): 03-09-2022 | Hitnotering (week 1 t/m 42): 24-06-1978 t/m 07-04-1979 Hitnotering (week 43 t/m 66): 02-03-1991 t/m 10-08-1991 Hitnotering (week 67 t/m 72): 08-11-1997 t/m 13-12-1997 Hitnotering (week 73 t/m 76): 07-02-1998 t/m 28-02-1998 Hitnotering (week 77 t/m 95): 20-06-1998 t/m 24-10-1998 Hitnotering (week 96 t/m 100): 21-11-1998 t/m 19-12-1998 Hitnotering (week 101 t/m 105): 21-08-1999 t/m 18-09-1999 Hitnotering (week 106 t/m 110): 30-03-2002 t/m 27-04-2002 Hitnotering (week 111): 20-08-2022 Hitnotering (week 112): 03-09-2022 | Hitnotering (week 1 t/m 42): 24-06-1978 t/m 07-04-1979 Hitnotering (week 43 t/m 66): 02-03-1991 t/m 10-08-1991 Hitnotering (week 67 t/m 72): 08-11-1997 t/m 13-12-1997 Hitnotering (week 73 t/m 76): 07-02-1998 t/m 28-02-1998 Hitnotering (week 77 t/m 95): 20-06-1998 t/m 24-10-1998 Hitnotering (week 96 t/m 100): 21-11-1998 t/m 19-12-1998 Hitnotering (week 101 t/m 105): 21-08-1999 t/m 18-09-1999 Hitnotering (week 106 t/m 110): 30-03-2002 t/m 27-04-2002 Hitnotering (week 111): 20-08-2022 Hitnotering (week 112): 03-09-2022 | Hitnotering (week 1 t/m 42): 24-06-1978 t/m 07-04-1979 Hitnotering (week 43 t/m 66): 02-03-1991 t/m 10-08-1991 Hitnotering (week 67 t/m 72): 08-11-1997 t/m 13-12-1997 Hitnotering (week 73 t/m 76): 07-02-1998 t/m 28-02-1998 Hitnotering (week 77 t/m 95): 20-06-1998 t/m 24-10-1998 Hitnotering (week 96 t/m 100): 21-11-1998 t/m 19-12-1998 Hitnotering (week 101 t/m 105): 21-08-1999 t/m 18-09-1999 Hitnotering (week 106 t/m 110): 30-03-2002 t/m 27-04-2002 Hitnotering (week 111): 20-08-2022 Hitnotering (week 112): 03-09-2022 | Hitnotering (week 1 t/m 42): 24-06-1978 t/m 07-04-1979 Hitnotering (week 43 t/m 66): 02-03-1991 t/m 10-08-1991 Hitnotering (week 67 t/m 72): 08-11-1997 t/m 13-12-1997 Hitnotering (week 73 t/m 76): 07-02-1998 t/m 28-02-1998 Hitnotering (week 77 t/m 95): 20-06-1998 t/m 24-10-1998 Hitnotering (week 96 t/m 100): 21-11-1998 t/m 19-12-1998 Hitnotering (week 101 t/m 105): 21-08-1999 t/m 18-09-1999 Hitnotering (week 106 t/m 110): 30-03-2002 t/m 27-04-2002 Hitnotering (week 111): 20-08-2022 Hitnotering (week 112): 03-09-2022 | Hitnotering (week 1 t/m 42): 24-06-1978 t/m 07-04-1979 Hitnotering (week 43 t/m 66): 02-03-1991 t/m 10-08-1991 Hitnotering (week 67 t/m 72): 08-11-1997 t/m 13-12-1997 Hitnotering (week 73 t/m 76): 07-02-1998 t/m 28-02-1998 Hitnotering (week 77 t/m 95): 20-06-1998 t/m 24-10-1998 Hitnotering (week 96 t/m 100): 21-11-1998 t/m 19-12-1998 Hitnotering (week 101 t/m 105): 21-08-1999 t/m 18-09-1999 Hitnotering (week 106 t/m 110): 30-03-2002 t/m 27-04-2002 Hitnotering (week 111): 20-08-2022 Hitnotering (week 112): 03-09-2022 | Hitnotering (week 1 t/m 42): 24-06-1978 t/m 07-04-1979 Hitnotering (week 43 t/m 66): 02-03-1991 t/m 10-08-1991 Hitnotering (week 67 t/m 72): 08-11-1997 t/m 13-12-1997 Hitnotering (week 73 t/m 76): 07-02-1998 t/m 28-02-1998 Hitnotering (week 77 t/m 95): 20-06-1998 t/m 24-10-1998 Hitnotering (week 96 t/m 100): 21-11-1998 t/m 19-12-1998 Hitnotering (week 101 t/m 105): 21-08-1999 t/m 18-09-1999 Hitnotering (week 106 t/m 110): 30-03-2002 t/m 27-04-2002 Hitnotering (week 111): 20-08-2022 Hitnotering (week 112): 03-09-2022 | Hitnotering (week 1 t/m 42): 24-06-1978 t/m 07-04-1979 Hitnotering (week 43 t/m 66): 02-03-1991 t/m 10-08-1991 Hitnotering (week 67 t/m 72): 08-11-1997 t/m 13-12-1997 Hitnotering (week 73 t/m 76): 07-02-1998 t/m 28-02-1998 Hitnotering (week 77 t/m 95): 20-06-1998 t/m 24-10-1998 Hitnotering (week 96 t/m 100): 21-11-1998 t/m 19-12-1998 Hitnotering (week 101 t/m 105): 21-08-1999 t/m 18-09-1999 Hitnotering (week 106 t/m 110): 30-03-2002 t/m 27-04-2002 Hitnotering (week 111): 20-08-2022 Hitnotering (week 112): 03-09-2022 | Hitnotering (week 1 t/m 42): 24-06-1978 t/m 07-04-1979 Hitnotering (week 43 t/m 66): 02-03-1991 t/m 10-08-1991 Hitnotering (week 67 t/m 72): 08-11-1997 t/m 13-12-1997 Hitnotering (week 73 t/m 76): 07-02-1998 t/m 28-02-1998 Hitnotering (week 77 t/m 95): 20-06-1998 t/m 24-10-1998 Hitnotering (week 96 t/m 100): 21-11-1998 t/m 19-12-1998 Hitnotering (week 101 t/m 105): 21-08-1999 t/m 18-09-1999 Hitnotering (week 106 t/m 110): 30-03-2002 t/m 27-04-2002 Hitnotering (week 111): 20-08-2022 Hitnotering (week 112): 03-09-2022 | Hitnotering (week 1 t/m 42): 24-06-1978 t/m 07-04-1979 Hitnotering (week 43 t/m 66): 02-03-1991 t/m 10-08-1991 Hitnotering (week 67 t/m 72): 08-11-1997 t/m 13-12-1997 Hitnotering (week 73 t/m 76): 07-02-1998 t/m 28-02-1998 Hitnotering (week 77 t/m 95): 20-06-1998 t/m 24-10-1998 Hitnotering (week 96 t/m 100): 21-11-1998 t/m 19-12-1998 Hitnotering (week 101 t/m 105): 21-08-1999 t/m 18-09-1999 Hitnotering (week 106 t/m 110): 30-03-2002 t/m 27-04-2002 Hitnotering (week 111): 20-08-2022 Hitnotering (week 112): 03-09-2022 | Hitnotering (week 1 t/m 42): 24-06-1978 t/m 07-04-1979 Hitnotering (week 43 t/m 66): 02-03-1991 t/m 10-08-1991 Hitnotering (week 67 t/m 72): 08-11-1997 t/m 13-12-1997 Hitnotering (week 73 t/m 76): 07-02-1998 t/m 28-02-1998 Hitnotering (week 77 t/m 95): 20-06-1998 t/m 24-10-1998 Hitnotering (week 96 t/m 100): 21-11-1998 t/m 19-12-1998 Hitnotering (week 101 t/m 105): 21-08-1999 t/m 18-09-1999 Hitnotering (week 106 t/m 110): 30-03-2002 t/m 27-04-2002 Hitnotering (week 111): 20-08-2022 Hitnotering (week 112): 03-09-2022 | Hitnotering (week 1 t/m 42): 24-06-1978 t/m 07-04-1979 Hitnotering (week 43 t/m 66): 02-03-1991 t/m 10-08-1991 Hitnotering (week 67 t/m 72): 08-11-1997 t/m 13-12-1997 Hitnotering (week 73 t/m 76): 07-02-1998 t/m 28-02-1998 Hitnotering (week 77 t/m 95): 20-06-1998 t/m 24-10-1998 Hitnotering (week 96 t/m 100): 21-11-1998 t/m 19-12-1998 Hitnotering (week 101 t/m 105): 21-08-1999 t/m 18-09-1999 Hitnotering (week 106 t/m 110): 30-03-2002 t/m 27-04-2002 Hitnotering (week 111): 20-08-2022 Hitnotering (week 112): 03-09-2022 | Hitnotering (week 1 t/m 42): 24-06-1978 t/m 07-04-1979 Hitnotering (week 43 t/m 66): 02-03-1991 t/m 10-08-1991 Hitnotering (week 67 t/m 72): 08-11-1997 t/m 13-12-1997 Hitnotering (week 73 t/m 76): 07-02-1998 t/m 28-02-1998 Hitnotering (week 77 t/m 95): 20-06-1998 t/m 24-10-1998 Hitnotering (week 96 t/m 100): 21-11-1998 t/m 19-12-1998 Hitnotering (week 101 t/m 105): 21-08-1999 t/m 18-09-1999 Hitnotering (week 106 t/m 110): 30-03-2002 t/m 27-04-2002 Hitnotering (week 111): 20-08-2022 Hitnotering (week 112): 03-09-2022 | Hitnotering (week 1 t/m 42): 24-06-1978 t/m 07-04-1979 Hitnotering (week 43 t/m 66): 02-03-1991 t/m 10-08-1991 Hitnotering (week 67 t/m 72): 08-11-1997 t/m 13-12-1997 Hitnotering (week 73 t/m 76): 07-02-1998 t/m 28-02-1998 Hitnotering (week 77 t/m 95): 20-06-1998 t/m 24-10-1998 Hitnotering (week 96 t/m 100): 21-11-1998 t/m 19-12-1998 Hitnotering (week 101 t/m 105): 21-08-1999 t/m 18-09-1999 Hitnotering (week 106 t/m 110): 30-03-2002 t/m 27-04-2002 Hitnotering (week 111): 20-08-2022 Hitnotering (week 112): 03-09-2022 | Hitnotering (week 1 t/m 42): 24-06-1978 t/m 07-04-1979 Hitnotering (week 43 t/m 66): 02-03-1991 t/m 10-08-1991 Hitnotering (week 67 t/m 72): 08-11-1997 t/m 13-12-1997 Hitnotering (week 73 t/m 76): 07-02-1998 t/m 28-02-1998 Hitnotering (week 77 t/m 95): 20-06-1998 t/m 24-10-1998 Hitnotering (week 96 t/m 100): 21-11-1998 t/m 19-12-1998 Hitnotering (week 101 t/m 105): 21-08-1999 t/m 18-09-1999 Hitnotering (week 106 t/m 110): 30-03-2002 t/m 27-04-2002 Hitnotering (week 111): 20-08-2022 Hitnotering (week 112): 03-09-2022 | Hitnotering (week 1 t/m 42): 24-06-1978 t/m 07-04-1979 Hitnotering (week 43 t/m 66): 02-03-1991 t/m 10-08-1991 Hitnotering (week 67 t/m 72): 08-11-1997 t/m 13-12-1997 Hitnotering (week 73 t/m 76): 07-02-1998 t/m 28-02-1998 Hitnotering (week 77 t/m 95): 20-06-1998 t/m 24-10-1998 Hitnotering (week 96 t/m 100): 21-11-1998 t/m 19-12-1998 Hitnotering (week 101 t/m 105): 21-08-1999 t/m 18-09-1999 Hitnotering (week 106 t/m 110): 30-03-2002 t/m 27-04-2002 Hitnotering (week 111): 20-08-2022 Hitnotering (week 112): 03-09-2022 |
| Week: | 1 | 2 | 3 | 4 | 5 | 6 | 7 | 8 | 9 | 10 | 11 | 12 | 13 | 14 | 15 | 16 | 17 | 18 | 19 | 20 | 21 | 22 | 23 | 24 | 25 |
| --- | --- | --- | --- | --- | --- | --- | --- | --- | --- | --- | --- | --- | --- | --- | --- | --- | --- | --- | --- | --- | --- | --- | --- | --- | --- |
| Positie: | 19 | 15 | 13 | 8 | 5 | 4 | 4 | 4 | 3 | 2 | 2 | 1 | 1 | 1 | 1 | 1 | 1 | 1 | 1 | 1 | 1 | 1 | 1 | 2 | 2 |
| Week: | 26 | 27 | 28 | 29 | 30 | 31 | 32 | 33 | 34 | 35 | 36 | 37 | 38 | 39 | 40 | 41 | 42 | | 43 | 44 | 45 | 46 | 47 | 48 | 49 |
| Positie: | 2 | 2 | 2 | 6 | 2 | 4 | 10 | 8 | 16 | 27 | 22 | 38 | 40 | 44 | 48 | 49 | 45 | uit | 54 | 16 | 8 | 1 | 1 | 2 | 3 |
| Week: | 50 | 51 | 52 | 53 | 54 | 55 | 56 | 57 | 58 | 59 | 60 | 61 | 62 | 63 | 64 | 65 | 66 | | 67 | 68 | 69 | 70 | 71 | 72 | |
| Positie: | 4 | 4 | 3 | 2 | 2 | 2 | 3 | 4 | 12 | 18 | 23 | 30 | 50 | 61 | 86 | 98 | 99 | uit | 52 | 57 | 73 | 73 | 80 | 94 | uit |
| Week: | 73 | 74 | 75 | 76 | | 77 | 78 | 79 | 80 | 81 | 82 | 83 | 84 | 85 | 86 | 87 | 88 | 89 | 90 | 91 | 92 | 93 | 94 | 95 | |
| Positie: | 88 | 85 | 86 | 95 | uit | 75 | 58 | 27 | 25 | 21 | 24 | 18 | 16 | 19 | 30 | 34 | 39 | 48 | 49 | 24 | 26 | 80 | 95 | 95 | uit |
| Week: | 96 | 97 | 98 | 99 | 100 | | 101 | 102 | 103 | 104 | 105 | | 106 | 107 | 108 | 109 | 110 | | 111 | | 112 | | | | |
| Positie: | 72 | 50 | 60 | 72 | 82 | uit | 88 | 72 | 69 | 77 | 88 | uit | 90 | 92 | 90 | 80 | 74 | uit | 59 | uit | 86 | uit | | | |

### VlaamseUltratop 200 Albums
| Hitnotering (week 1 t/m 12): 08-08-1998 t/m 24-10-1998 Hitnotering (week 13): 02-03-2019 Hitnotering (week 14): 07-11-2020 Hitnotering (week 15): 13-02-2021 Hitnotering (week 16 t/m 27): 13-08-2022 t/m 29-10-2022 Hitnotering (week 28): 03-12-2022 Hitnotering (week 29 t/m 31): 31-12-2022 t/m 14-01-2023 | Hitnotering (week 1 t/m 12): 08-08-1998 t/m 24-10-1998 Hitnotering (week 13): 02-03-2019 Hitnotering (week 14): 07-11-2020 Hitnotering (week 15): 13-02-2021 Hitnotering (week 16 t/m 27): 13-08-2022 t/m 29-10-2022 Hitnotering (week 28): 03-12-2022 Hitnotering (week 29 t/m 31): 31-12-2022 t/m 14-01-2023 | Hitnotering (week 1 t/m 12): 08-08-1998 t/m 24-10-1998 Hitnotering (week 13): 02-03-2019 Hitnotering (week 14): 07-11-2020 Hitnotering (week 15): 13-02-2021 Hitnotering (week 16 t/m 27): 13-08-2022 t/m 29-10-2022 Hitnotering (week 28): 03-12-2022 Hitnotering (week 29 t/m 31): 31-12-2022 t/m 14-01-2023 | Hitnotering (week 1 t/m 12): 08-08-1998 t/m 24-10-1998 Hitnotering (week 13): 02-03-2019 Hitnotering (week 14): 07-11-2020 Hitnotering (week 15): 13-02-2021 Hitnotering (week 16 t/m 27): 13-08-2022 t/m 29-10-2022 Hitnotering (week 28): 03-12-2022 Hitnotering (week 29 t/m 31): 31-12-2022 t/m 14-01-2023 | Hitnotering (week 1 t/m 12): 08-08-1998 t/m 24-10-1998 Hitnotering (week 13): 02-03-2019 Hitnotering (week 14): 07-11-2020 Hitnotering (week 15): 13-02-2021 Hitnotering (week 16 t/m 27): 13-08-2022 t/m 29-10-2022 Hitnotering (week 28): 03-12-2022 Hitnotering (week 29 t/m 31): 31-12-2022 t/m 14-01-2023 | Hitnotering (week 1 t/m 12): 08-08-1998 t/m 24-10-1998 Hitnotering (week 13): 02-03-2019 Hitnotering (week 14): 07-11-2020 Hitnotering (week 15): 13-02-2021 Hitnotering (week 16 t/m 27): 13-08-2022 t/m 29-10-2022 Hitnotering (week 28): 03-12-2022 Hitnotering (week 29 t/m 31): 31-12-2022 t/m 14-01-2023 | Hitnotering (week 1 t/m 12): 08-08-1998 t/m 24-10-1998 Hitnotering (week 13): 02-03-2019 Hitnotering (week 14): 07-11-2020 Hitnotering (week 15): 13-02-2021 Hitnotering (week 16 t/m 27): 13-08-2022 t/m 29-10-2022 Hitnotering (week 28): 03-12-2022 Hitnotering (week 29 t/m 31): 31-12-2022 t/m 14-01-2023 | Hitnotering (week 1 t/m 12): 08-08-1998 t/m 24-10-1998 Hitnotering (week 13): 02-03-2019 Hitnotering (week 14): 07-11-2020 Hitnotering (week 15): 13-02-2021 Hitnotering (week 16 t/m 27): 13-08-2022 t/m 29-10-2022 Hitnotering (week 28): 03-12-2022 Hitnotering (week 29 t/m 31): 31-12-2022 t/m 14-01-2023 | Hitnotering (week 1 t/m 12): 08-08-1998 t/m 24-10-1998 Hitnotering (week 13): 02-03-2019 Hitnotering (week 14): 07-11-2020 Hitnotering (week 15): 13-02-2021 Hitnotering (week 16 t/m 27): 13-08-2022 t/m 29-10-2022 Hitnotering (week 28): 03-12-2022 Hitnotering (week 29 t/m 31): 31-12-2022 t/m 14-01-2023 | Hitnotering (week 1 t/m 12): 08-08-1998 t/m 24-10-1998 Hitnotering (week 13): 02-03-2019 Hitnotering (week 14): 07-11-2020 Hitnotering (week 15): 13-02-2021 Hitnotering (week 16 t/m 27): 13-08-2022 t/m 29-10-2022 Hitnotering (week 28): 03-12-2022 Hitnotering (week 29 t/m 31): 31-12-2022 t/m 14-01-2023 | Hitnotering (week 1 t/m 12): 08-08-1998 t/m 24-10-1998 Hitnotering (week 13): 02-03-2019 Hitnotering (week 14): 07-11-2020 Hitnotering (week 15): 13-02-2021 Hitnotering (week 16 t/m 27): 13-08-2022 t/m 29-10-2022 Hitnotering (week 28): 03-12-2022 Hitnotering (week 29 t/m 31): 31-12-2022 t/m 14-01-2023 | Hitnotering (week 1 t/m 12): 08-08-1998 t/m 24-10-1998 Hitnotering (week 13): 02-03-2019 Hitnotering (week 14): 07-11-2020 Hitnotering (week 15): 13-02-2021 Hitnotering (week 16 t/m 27): 13-08-2022 t/m 29-10-2022 Hitnotering (week 28): 03-12-2022 Hitnotering (week 29 t/m 31): 31-12-2022 t/m 14-01-2023 | Hitnotering (week 1 t/m 12): 08-08-1998 t/m 24-10-1998 Hitnotering (week 13): 02-03-2019 Hitnotering (week 14): 07-11-2020 Hitnotering (week 15): 13-02-2021 Hitnotering (week 16 t/m 27): 13-08-2022 t/m 29-10-2022 Hitnotering (week 28): 03-12-2022 Hitnotering (week 29 t/m 31): 31-12-2022 t/m 14-01-2023 | Hitnotering (week 1 t/m 12): 08-08-1998 t/m 24-10-1998 Hitnotering (week 13): 02-03-2019 Hitnotering (week 14): 07-11-2020 Hitnotering (week 15): 13-02-2021 Hitnotering (week 16 t/m 27): 13-08-2022 t/m 29-10-2022 Hitnotering (week 28): 03-12-2022 Hitnotering (week 29 t/m 31): 31-12-2022 t/m 14-01-2023 | Hitnotering (week 1 t/m 12): 08-08-1998 t/m 24-10-1998 Hitnotering (week 13): 02-03-2019 Hitnotering (week 14): 07-11-2020 Hitnotering (week 15): 13-02-2021 Hitnotering (week 16 t/m 27): 13-08-2022 t/m 29-10-2022 Hitnotering (week 28): 03-12-2022 Hitnotering (week 29 t/m 31): 31-12-2022 t/m 14-01-2023 | Hitnotering (week 1 t/m 12): 08-08-1998 t/m 24-10-1998 Hitnotering (week 13): 02-03-2019 Hitnotering (week 14): 07-11-2020 Hitnotering (week 15): 13-02-2021 Hitnotering (week 16 t/m 27): 13-08-2022 t/m 29-10-2022 Hitnotering (week 28): 03-12-2022 Hitnotering (week 29 t/m 31): 31-12-2022 t/m 14-01-2023 | Hitnotering (week 1 t/m 12): 08-08-1998 t/m 24-10-1998 Hitnotering (week 13): 02-03-2019 Hitnotering (week 14): 07-11-2020 Hitnotering (week 15): 13-02-2021 Hitnotering (week 16 t/m 27): 13-08-2022 t/m 29-10-2022 Hitnotering (week 28): 03-12-2022 Hitnotering (week 29 t/m 31): 31-12-2022 t/m 14-01-2023 | Hitnotering (week 1 t/m 12): 08-08-1998 t/m 24-10-1998 Hitnotering (week 13): 02-03-2019 Hitnotering (week 14): 07-11-2020 Hitnotering (week 15): 13-02-2021 Hitnotering (week 16 t/m 27): 13-08-2022 t/m 29-10-2022 Hitnotering (week 28): 03-12-2022 Hitnotering (week 29 t/m 31): 31-12-2022 t/m 14-01-2023 | Hitnotering (week 1 t/m 12): 08-08-1998 t/m 24-10-1998 Hitnotering (week 13): 02-03-2019 Hitnotering (week 14): 07-11-2020 Hitnotering (week 15): 13-02-2021 Hitnotering (week 16 t/m 27): 13-08-2022 t/m 29-10-2022 Hitnotering (week 28): 03-12-2022 Hitnotering (week 29 t/m 31): 31-12-2022 t/m 14-01-2023 | Hitnotering (week 1 t/m 12): 08-08-1998 t/m 24-10-1998 Hitnotering (week 13): 02-03-2019 Hitnotering (week 14): 07-11-2020 Hitnotering (week 15): 13-02-2021 Hitnotering (week 16 t/m 27): 13-08-2022 t/m 29-10-2022 Hitnotering (week 28): 03-12-2022 Hitnotering (week 29 t/m 31): 31-12-2022 t/m 14-01-2023 |
| Week: | 1 | 2 | 3 | 4 | 5 | 6 | 7 | 8 | 9 | 10 | 11 | 12 | | 13 | | 14 | | 15 | |
| --- | --- | --- | --- | --- | --- | --- | --- | --- | --- | --- | --- | --- | --- | --- | --- | --- | --- | --- | --- |
| Positie: | 24 | 11 | 7 | 4 | 3 | 4 | 6 | 8 | 12 | 17 | 23 | 32 | uit | 195 | uit | 193 | uit | 186 | uit |
| Week: | 16 | 17 | 18 | 19 | 20 | 21 | 22 | 23 | 24 | 25 | 26 | 27 | | 28 | | 29 | 30 | 31 | |
| Positie: | 49 | 26 | 137 | 51 | 59 | 182 | 155 | 150 | 133 | 192 | 186 | 165 | uit | 123 | uit | 164 | 176 | 170 | uit |